# Bavli (quartier de Tel Aviv)
Pour les articles homonymes, voir Bavli.
Bavli (hébreu : בבלי) est un quartier du centre de Tel Aviv-Jaffa. 
Il est bordé par le Parc Hayarkon au nord, l'autoroute Ayalon à l'est, la route Namir à l'ouest et le quartier de Park Tzameret au sud. Du fait de sa proximité avec le centre-ville et le parc, il est considéré comme un quartier aisé habité en majorité par des familles et des couples âgés.
Son nom est une référence au Talmud Babylonien, nommé Talmud Bavli en hébreu.

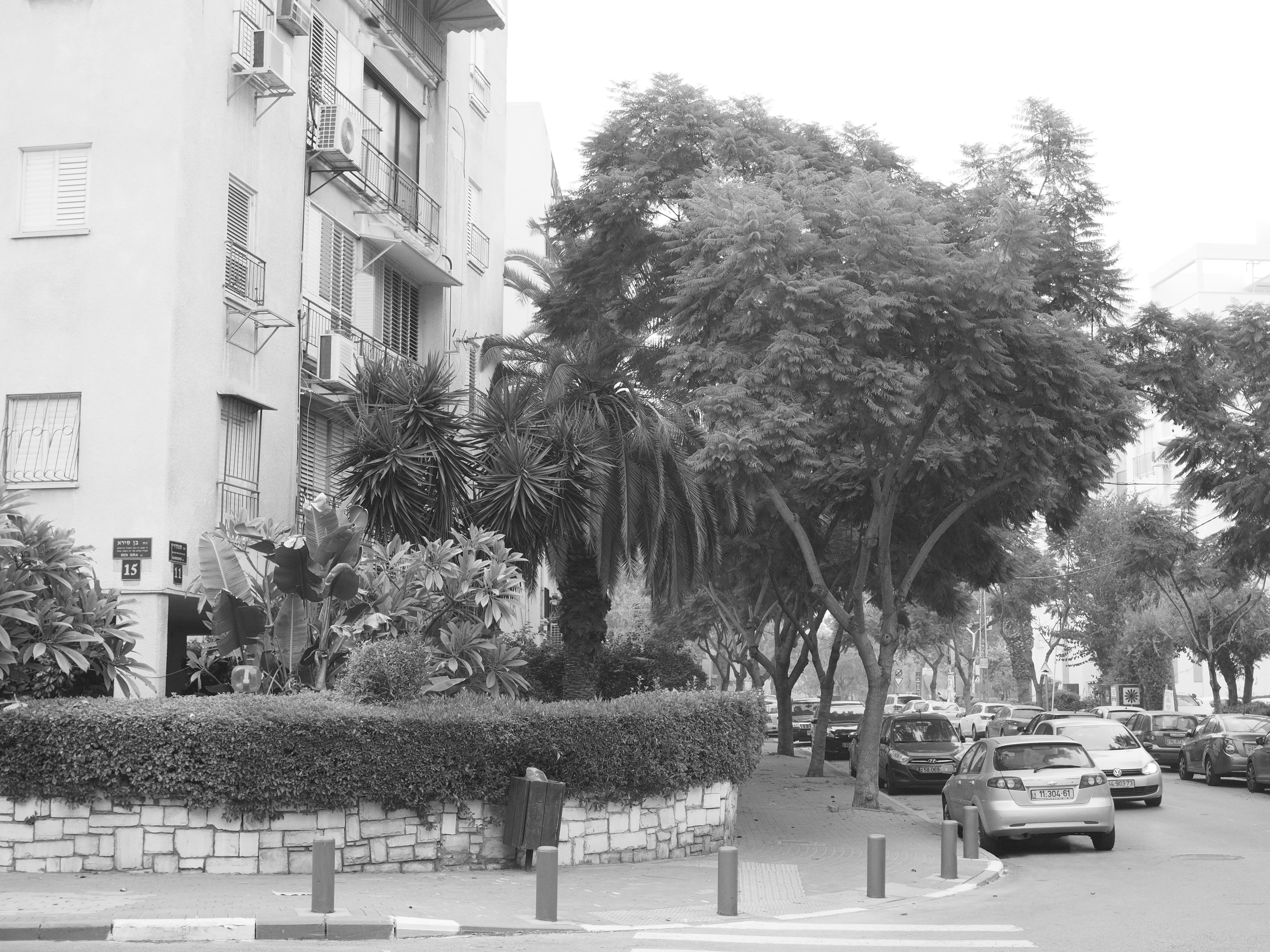
Rue Ben-Sira